# Norman McLaren
Norman McLaren (ur. 11 kwietnia 1914 w Stirling, zm. 27 stycznia 1987 w Montrealu) – kanadyjski reżyser filmowy i animator szkockiego pochodzenia.

## Życiorys
Od 1941 współpracował z Johnem Griersonem, 1944-1946 brał udział w tworzeniu serii Chants populaires, w 1949 wyprodukował krótkometrażowy film animowany Begone Dull Care z muzyką Oscara Petersona. Eksperymentował w dziedzinie różnorodnych technik animacji, m.in. rysunkami wykonanymi bezpośrednio na taśmie filmowej, malowaniem bezpośrednio na taśmie (technika non-camera), animacją wycinankową, itd. Tworzył awangardowe filmy krótkometrażowe, głównie animowane. W 1953 stworzył film Neighbours (nagrodzony Oscarem) – polityczną bajkę o daremności używania przemocy w celu rozwiązania konfliktu. Później w swoich dziełach skupiał się bardziej na estetyce i technice niż treści. Jego praca przynosiła mu coraz większe międzynarodowe uznanie, a przez ponad 30 lat produkował mniej więcej jeden film rocznie. Ważniejsze jego filmy to Blinkity Blank (1954), Krzesło (1957), Paralleles (1961), Kanon (1964) i Spheres (1969). Wiele filmów wyreżyserował wspólnie z Evelyn Lambart, m.in.  In Lines Vertical (1960), Lines Horizontal (1962), Mosaic (1965), Pas de deux (1967), Ballet Adagio (1972) i Narcissus (1983). Produkował również filmy dydaktyczne, m.in. L'Écran d'épingles (1973) i Animated Motion (1977), napisał też monografię o kanadyjskiej kinematografii.